# Trigonotis barkamensis
Trigonotis barkamensis är en strävbladig växtart som beskrevs av C. J. Wang. Trigonotis barkamensis ingår i släktet Trigonotis och familjen strävbladiga växter. Inga underarter finns listade i Catalogue of Life.